# 大野純二
大野純二（1973年11月23日—），日本男性漫畫家。本名相同。筆名有「大野純二」和。
代表作有《雜賀六字之城》、《機動戰士鋼彈外傳 MISSING LINK》等。

## 來歷、人物
早年在設計學校就讀期間，19歲的大野他參加講談社《週刊少年Magazine》每月例行舉辦的新人漫畫獎並獲獎，從此正式出道。在那之後，曾擔任西山優里子的助手。
而大野他在商業雜誌獲得佳作的出道短篇作品是「HUMAN NOT DEAD」。此後，他的同名短篇作品起先以隔週連載的方式發表（但是未收錄在單行本），後來才正式長期連載。
出道以來他不只發表漫畫，還有積極參加同人活動。以前曾經使用講談社旗下雜誌《Hero X-Line》連載作品《Axel Rex》的登場角色「COFFEEREX」的名字當同人團體名稱，現在是用「Pandatone」的名義繼續進行同人周邊商品促銷活動。
另外，他的作品至今都是由他自己一個人完成，從未聘請助手。
興趣有彈吉他、作真空管增幅器。喜歡的東西有咖啡、貓熊、北極熊。

## 作品列表

### 少年Magazine漫畫（講談社）
- 私立正義學園（分上、下共2冊）
- HotShot（全5冊）

### 少年Champion漫畫（秋田書店）
- 未來改戰D Close（原作：黑田洋介，全3冊）

### Comic BomBom（講談社）
- 太鼓之達人

### 月刊少年FANG（LEED社）
- 黑騎士（監修：黑田洋介，已發行1冊）
因連載雜誌休刊未完結

### Hero X-Line（講談社）
- Axel Rex（日语：Axel Rex -アクセルレックス-）（已發行1冊）

### 週刊漫畫日本史（朝日新聞出版）
- 伊藤博文
負責40號的漫畫繪製[1]

### 週刊漫畫世界偉人（朝日新聞出版）
- 佛陀[1]
負責28號的漫畫繪製

### 漫畫大河（PHP出版）
- 雜賀六字之城（日语：雑賀六字の城〜信長を撃った男〜）（原作：津本陽，已發行1冊）
於2010年1號至10號連載。但因連載雜誌休刊未完結（之後移籍至LEED社旗下雜誌《漫畫錄》繼續連載）。

### 漫畫錄（LEED社）
- 雜賀六字之城 ～擊倒信長的男子～（日语：雑賀六字の城〜信長を撃った男〜）（原作：津本陽，已發行3冊）
從2011年10月號起連載。並在作品名稱後面加上副標題。

### 鋼彈ACE（角川書店）
- 機動戰士鋼彈外傳 MISSING LINK
原作遊戲衍生漫畫版作品。起先在2014年3月號發表預告篇之後，從翌月4月號起連載至2016年5月號完結。
- 機動戰士鋼彈 THE ORIGIN MSD 庫克羅斯·德安的島（日语：機動戦士ガンダム THE ORIGIN MSD ククルス・ドアンの島）
《機動戰士鋼彈 THE ORIGIN》外傳作品。
從2016年8月號開始，目前連載中。

### 其它
- 黑騎士（於東京電視台《黑騎士 ～奧拉克爾的勇者們～》官方網站「aniteleto」與手機網站「animeX」進行連載）
- 關原之戰國戲畫短篇集 西軍（enterbrain／KADOKAWA發行，主要負責石田三成部分的插圖）

## 腳註

### 來源
1. 1 2 3 4 5  【首頁的個人簡介】about.me （页面存档备份，存于）. 大野純二的官方個人網站. [2017-10-14] （日語）.

## 師承
- 西山優里子

## 外部連結
- about.me （页面存档备份，存于） （日語）－大野純二的官方個人網站。
- 大野純二的X（前Twitter） （日語）